# پیاوی
پیاوی (به پرتغالی: Piauí) یک ایالت برزیل است که در شمال شرقی این کشور قرار گرفته است.
پیاوی با ۶۶ کیلومتر، کمترین خط ساحلی را در میان ایالت‌های برزیل دارد و پایتخت آن ترسینا تنها پایتخت یک ایالت در شمال شرقی این کشور است که یک شهر ساحلی نیست.